# Jean-Karl Vernay

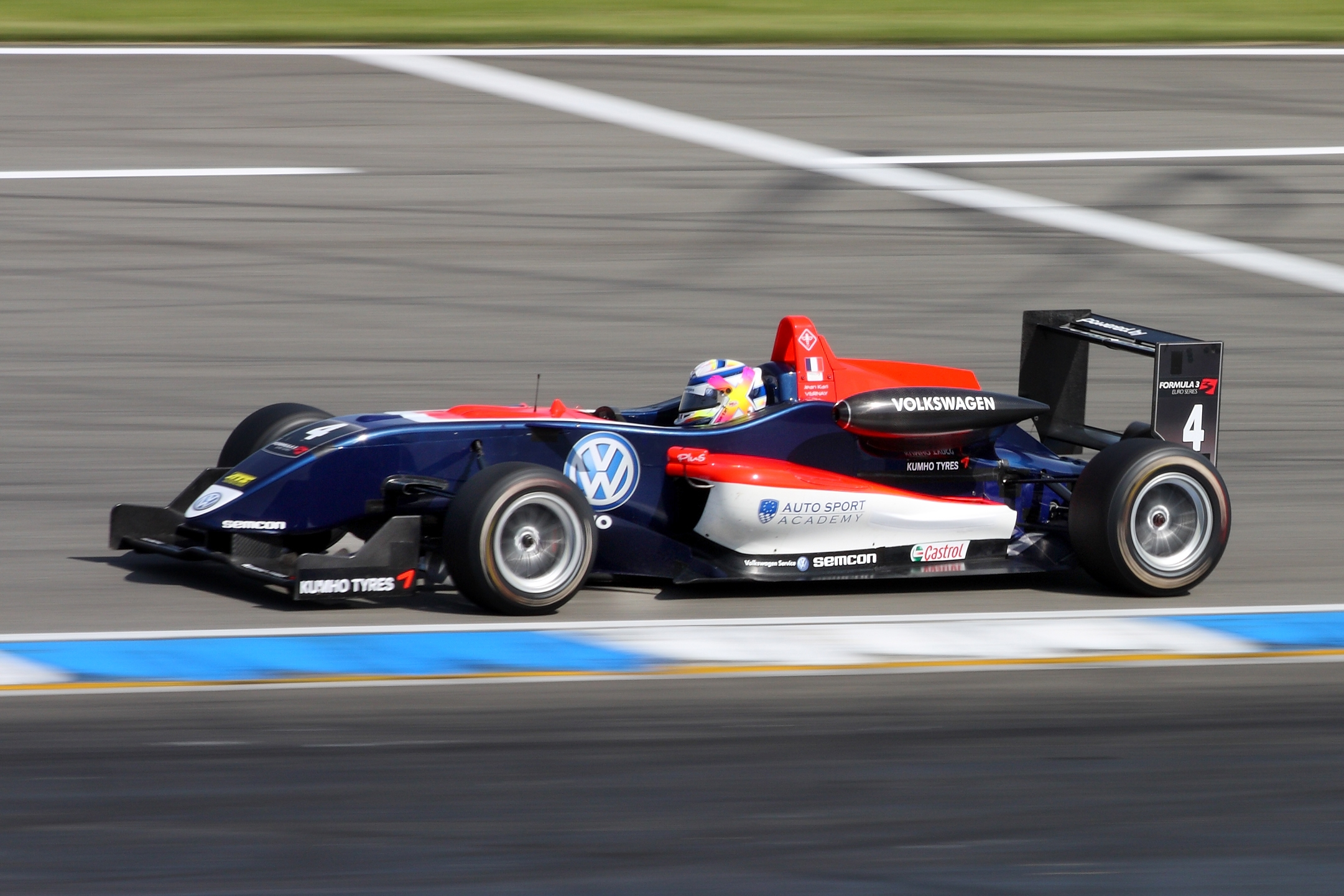
Jean-Karl Vernay w otwierającej sezon Formuły 3 Euro Series 2009 wyścigu na torze Hockenheimring

Jean-Karl Vernay (ur. 31 października 1987 roku w Villeurbanne, Rodan) – francuski kierowca wyścigowy.

## Kariera

### Formuła Renault
Jean-Karl karierę rozpoczął w roku 2000, od startów w kartingu. W 2005 roku postanowił rozpocząć poważną karierę wyścigową, debiutując we Francuskiej Formule Renault Campus. Już w pierwszym roku startów sięgnął w niej po tytuł mistrzowski (zwyciężył w czterech wyścigach). W kolejnym sezonie brał udział w Europejskim Pucharze Formuły Renault. Wygrawszy dwa wyścigi, zmagania zakończył na 2. pozycji, za zdecydowanie najlepszym Laurentem Groppim. Na przełomie 2006 i 2007 roku wystąpił w dwóch rundach popularnej zimowej serii A1 Grand Prix, w której to ścigał się dla narodowej ekipy Francji. Tylko raz udało mu się zdobyć punkty, kończąc sprint na torze w Szanghaju, na ósmym miejscu. 

### Formuła 3
W latach 2007–2009 ścigał się w prestiżowej Formule 3 Euroseries, we francuskim zespole Signature-Plus. Najlepiej spisał się w ostatnim podejściu, kiedy to dwukrotnie zwyciężył i został ostatecznie sklasyfikowany na 5. pozycji (przedtem zajął w niej 9. i 8. lokatę z kilkoma miejscami na podium). Również z tą ekipą wystartował w prestiżowym wyścigu o Grand Prix Makau, w sezonie 2009. Francuz zaprezentował się tam bardzo dobrze, kończąc ostatecznie Puchar na drugim miejscu, po zaciętej walce ze swoim zespołowym partnerem, Włochem Edoardo Mortarą (wcześniej zajął jeszcze drugie miejsce w kwalifikacjach i wygrał wyścig kwalifikacyjny). 

### Indy Lights
W sezonie 2010 wyjechał do Ameryki Północnej, gdzie rozpoczął starty w amerykańskiej serii juniorskiej Indy Lights, w zespole Sam Schmidt Motorsports. Vernay bardzo szybko zaaklimatyzował się w bolidzie innej specyfikacji, zdobywając mistrzostwo już w pierwszym podejściu. W ciągu trzynastu wyścigów Jean-Karl dziewięciokrotnie stanął na podium, z czego czterokrotnie na najwyższym stopniu.

### Formuła Renault 3.5
W sezonie 2011 Vernay pojawił się w Formule Renault 3.5. Zmienił on podczas rundy na torze Circuit de Spa-Francorchamps Nowozelandczyka Dominica Storeya w zespole Pons Racing. Oba wyścigi ukończył na piętnastych pozycjach, co dało mu ostatecznie 32 miejsce w klasyfikacji generalnej.

### Porsche
W 2012 roku Vernay przeniósł się do samochodów turystycznych. Dołączył do stawki Francuskiego Pucharu Porsche Carrera w zespole Sébastien Loeb Racing. Dzięki 6 zwycięstwom i dobrym występom w pozostałych wyścigach Francuz zdobył 253 punkty, które zapewniły mu mistrzowki tytuł.
Na sezon 2013 Vernay podpisał kontrakt z ekipą MRS GT-Racing w Porsche Supercup. W ciągu dziewięciu wyścigów, w których wystartował, uzbierał łącznie 29 punktów. Dały mu one trzynastą pozycję w klasyfikacji generalnej.

### Super GT
W 2014 roku Francuz rozpoczął starty w Japonii w klasie GT 500 wyścigów z cyklu Super GT.

## Statystyki
| Sezon   | Seria                                                        | Zespół                  | Wyścigi | Zwycięstwa | PP | NO | Punkty | Pozycja |
| ------- | ------------------------------------------------------------ | ----------------------- | ------- | ---------- | -- | -- | ------ | ------- |
| 2005    | Formuła Campus Renault                                       | La Filière              | 14      | 4          | 3  |    | 205    | 1       |
| 2006    | Francuska Formuła Renault                                    | SG Formula              | 13      | 2          | 3  | 3  | 108    | 2       |
| 2006    | Europejski Puchar Formuły Renault 2.0                        | SG Formula              | 2       | 0          | 0  | 0  | 0      | NS†     |
| 2006-07 | A1 Grand Prix                                                | A1 Team France          | 4       | 0          | 0  | 0  | 3      | 4‡      |
| 2007    | Formuła 3 Euro Series                                        | Signature-Plus          | 20      | 0          | 0  | 0  | 23     | 10      |
| 2008    | Formuła 3 Euro Series                                        | Signature-Plus          | 20      | 0          | 0  | 0  | 35     | 8       |
| 2009    | Formuła 3 Euro Series                                        | Signature               | 20      | 2          | 0  | 2  | 47     | 5       |
| 2009    | Grand Prix Makau                                             | Signature               | 1       | 0          | 0  | 0  | N/A    | 2       |
| 2010    | Indy Lights                                                  | Sam Schmidt Motorsports | 13      | 5          | 3  | 2  | 494    | 1       |
| 2011    | Formuła Renault 3.5                                          | Pons Racing             | 2       | 0          | 0  | 0  | 0      | 32      |
| 2012    | Francuski Puchar Porsche Carrera                             | Sébastien Loeb Racing   | 14      | 6          | 4  | 3  | 253    | 1       |
| 2013    | Porsche Supercup                                             | MRS GT-Racing           | 9       | 0          | 0  | 0  | 29     | 13      |
| 2013    | FIA World Endurance Championship Trophy for LMGTE Am Drivers | IMSA Performance Matmut | 6       | 0          | 1  | 0  | 96     | 2       |
| 2013    | European Le Mans Series - GTE                                | IMSA Performance Matmut | 3       | 0          | 0  | 0  | 22     | 10      |
| 2013    | Le Mans 24h - GTE Am                                         | IMSA Performance Matmut | 1       | 1          | 0  | 0  | N/A    | 1       |
| 2013    | FIA World Endurance Championship Cup for GT Drivers          | IMSA Performance Matmut |         |            |    |    | 27,5   | 13      |

† - Vernay nie był liczony do klasyfikacji.
‡ - Klasyfikacja zespołów.

## Wyniki w Formule Renault 3.5
| Legenda oznaczeń w tabelach wyników Wyświetl szablon na nowej stronie | Legenda oznaczeń w tabelach wyników Wyświetl szablon na nowej stronie                                                                     |
| Oznaczenie                                                            | Wyjaśnienie |
| --------------------------------------------------------------------- | --- |
| Złoty                                                                 | Zwycięzca lub mistrzostwo |
| Srebrny                                                               | 2. miejsce lub wicemistrzostwo |
| Brązowy                                                               | 3. miejsce lub II wicemistrzostwo |
| Zielony                                                               | Ukończył, punktował (w klasyfikacji generalnej, gdy zdobył co najmniej jeden punkt na przestrzeni sezonu, poza trzema powyższymi opcjami) |
| Niebieski                                                             | Ukończył, nie punktował (w klasyfikacji generalnej, gdy nie zdobył co najmniej jednego punktu na przestrzeni sezonu)                      |
| Czerwony                                                              | Nie zakwalifikował się (NZ) |
| Czerwony                                                              | Nie prekwalifikował się (NPK) |
| Różowy                                                                | Nie ukończył (NU) |
| Różowy                                                                | Niesklasyfikowany (NS) (w klasyfikacji generalnej, gdy nie został sklasyfikowany w żadnym wyścigu sezonu)                                 |
| Czarny                                                                | Zdyskwalifikowany (DK) |
| Czarny                                                                | Wykluczony (WYK/EX) |
| Biały                                                                 | Nie wystartował (NW) |
| Biały                                                                 | Kontuzjowany (K/INJ) |
| Biały                                                                 | Wyścig odwołany (OD/C) |
| Bez koloru                                                            | Został wycofany (WYC/WD) |
| Bez koloru                                                            | Nie przybył (NP/DNA) |
| Bez koloru                                                            | Nie brał udziału w treningach (NT/DNP) |
| Bez koloru                                                            | Nie został zgłoszony (–) |
| Pogrubienie                                                           | Start z pole position |
| Kursywa                                                               | Najszybsze okrążenie wyścigu |
| †                                                                     | Nie ukończył, ale jego rezultat został zaliczony ze względu na przejechanie więcej niż 90% dystansu wyścigu.                              |
| *                                                                     | Sezon w trakcie |
| 1/2/3                                                                 | Punktowana pozycja w sprincie kwalifikacyjnym                                                                                             |
| Lista systemów punktacji Formuły 1                                    | |

| Rok  | Zespół      | Wyniki w poszczególnych eliminacjach | Wyniki w poszczególnych eliminacjach | Wyniki w poszczególnych eliminacjach | Wyniki w poszczególnych eliminacjach | Wyniki w poszczególnych eliminacjach | Wyniki w poszczególnych eliminacjach | Wyniki w poszczególnych eliminacjach | Wyniki w poszczególnych eliminacjach | Wyniki w poszczególnych eliminacjach | Wyniki w poszczególnych eliminacjach | Wyniki w poszczególnych eliminacjach | Wyniki w poszczególnych eliminacjach | Wyniki w poszczególnych eliminacjach | Wyniki w poszczególnych eliminacjach | Wyniki w poszczególnych eliminacjach | Wyniki w poszczególnych eliminacjach | Wyniki w poszczególnych eliminacjach | Punkty | Pozycja |
| ---- | ----------- | ------------------------------------ | ------------------------------------ | ------------------------------------ | ------------------------------------ | ------------------------------------ | ------------------------------------ | ------------------------------------ | ------------------------------------ | ------------------------------------ | ------------------------------------ | ------------------------------------ | ------------------------------------ | ------------------------------------ | ------------------------------------ | ------------------------------------ | ------------------------------------ | ------------------------------------ | ------ | ------- |
| 2011 | Pons Racing | ARA                                  | ARA                                  | BEL                                  | BEL                                  | ITA                                  | ITA                                  | MON                                  | DEU                                  | DEU                                  | HUN                                  | HUN                                  | GBR                                  | GBR                                  | FRA                                  | FRA                                  | CAT                                  | CAT                                  | 0      | 32      |
| 2011 | Pons Racing | -                                    | -                                    | 15                                   | 15                                   | -                                    | -                                    | -                                    | -                                    | -                                    | -                                    | -                                    | -                                    | -                                    | -                                    | -                                    | -                                    | -                                    | 0      | 32      |